# Juan Carlos Caballero Montañés
Juan Carlos Caballero Montañés (Valencia, 7 de septiembre de 1989) es un abogado y político español, actual portavoz del ayuntamiento de Valencia.

## Trayectoria académica y política
Licenciado en Derecho por la Universidad de Valencia y con postgrado en el IESE Business School. Es presidente de Nuevas Generaciones del  PPCV y miembro de la Junta Directiva Nacional del Partido Popular. De mayo de 2013 a julio de 2015 fue secretario general del Instituto Valenciano de la Juventud (IVAJ).
En septiembre de 2015 sustituyó a Rita Barberá Nolla como diputado en las Cortes Valencianas, tras fallecer ésta. Representó al Partido Popular durante la octava y novena legislaturas autonómicas.
Fue elegido concejal del Ayuntamiento de Valencia como resultado de las elecciones locales del año 2023. Tras alcanzar la alcaldía el Partido Popular, asumió la portavocía del equipo de Gobierno municipal.

## Vida personal
El 7 de septiembre de 2024 contrajo matrimonio con su novio, Javier Zamora.